# Districte de Prachatice
El districte de Prachatice - (txec) Okres Prachatice - és un districte de la regió de Bohèmia Meridional, a la República Txeca. La capital és Prachatice.

## Llista de municipis
Babice -
Bohumilice -
Bohunice -
Borová Lada -
Bošice -
Budkov -
Buk -
Bušanovice -
Chlumany -
Chroboly -
Chvalovice -
Čkyně -
Drslavice -
Dub -
Dvory -
Horní Vltavice -
Hracholusky -
Husinec -
Kratušín -
Křišťanov -
Ktiš -
Kubova Huť -
Kvilda -
Lažiště -
Lčovice -
Lenora -
Lhenice -
Lipovice -
Lužice -
Mahouš -
Malovice -
Mičovice -
Nebahovy -
Němčice -
Netolice -
Nicov -
Nová Pec -
Nové Hutě -
Olšovice -
Pěčnov -
Prachatice -
Radhostice -
Stachy -
Stožec -
Strážný -
Strunkovice nad Blanicí -
Šumavské Hoštice -
Svatá Maří -
Těšovice -
Tvrzice -
Újezdec -
Vacov -
Vimperk -
Vitějovice -
Vlachovo Březí -
Volary -
Vrbice -
Záblatí -
Zábrdí -
Zálezly -
Zbytiny -
Zdíkov -
Žárovná -
Želnava -
Žernovice